# 阿武山 (大阪府)
阿武山（あぶやま）は、大阪府茨木市安威と同府高槻市奈佐原にまたがる、標高281ｍの山である。北摂山地の一部を構成する山の一つであり、大阪50山の一つに認定されている。

## 阿武山古墳
山頂からみて南側、標高約210メートルの尾根上には史跡阿武山古墳が存在し、石室が漆喰で固められているというその独特の作りから「貴人の墓」と呼ばれている。同古墳は藤原鎌足の墓であるとする説が有力視されている。

## 京都大学阿武山観測所
京都大学阿武山観測所は、山頂から南へ伸びる尾根の突端頂部、通称美人山（標高218ｍ）の山頂付近にある施設である。同施設は、1927年3月の北丹後地震を受けて、1930年に地震研究の深化を目的に地震観測所として創設されたことにはじまっている。2007年には大阪府「近代化遺産総合調査報告書」において「注目すべき近代化遺産」の一つとされた。